# آنتونی پلنت
آنتونی پلنت (انگلیسی: Anthony Plant؛ زادهٔ ۲۶ اکتبر ۱۹۹۹) بازیکن فوتبال است.
از باشگاه‌هایی که در آن بازی کرده‌است می‌توان به باشگاه فوتبال لیورپول و باشگاه فوتبال ویگان اتلتیک اشاره کرد.